# Pimprez
Pimprez là một xã thuộc tỉnh Oise trong vùng Hauts-de-France phía bắc nước Pháp. Xã này nằm ở khu vực có độ cao từ 32-56 mét trên mực nước biển..